# Indra küla
Indra küla – wieś w Estonii, w prowincji Võru, w gminie Vastseliina. 